# Einheitsliste in der DDR

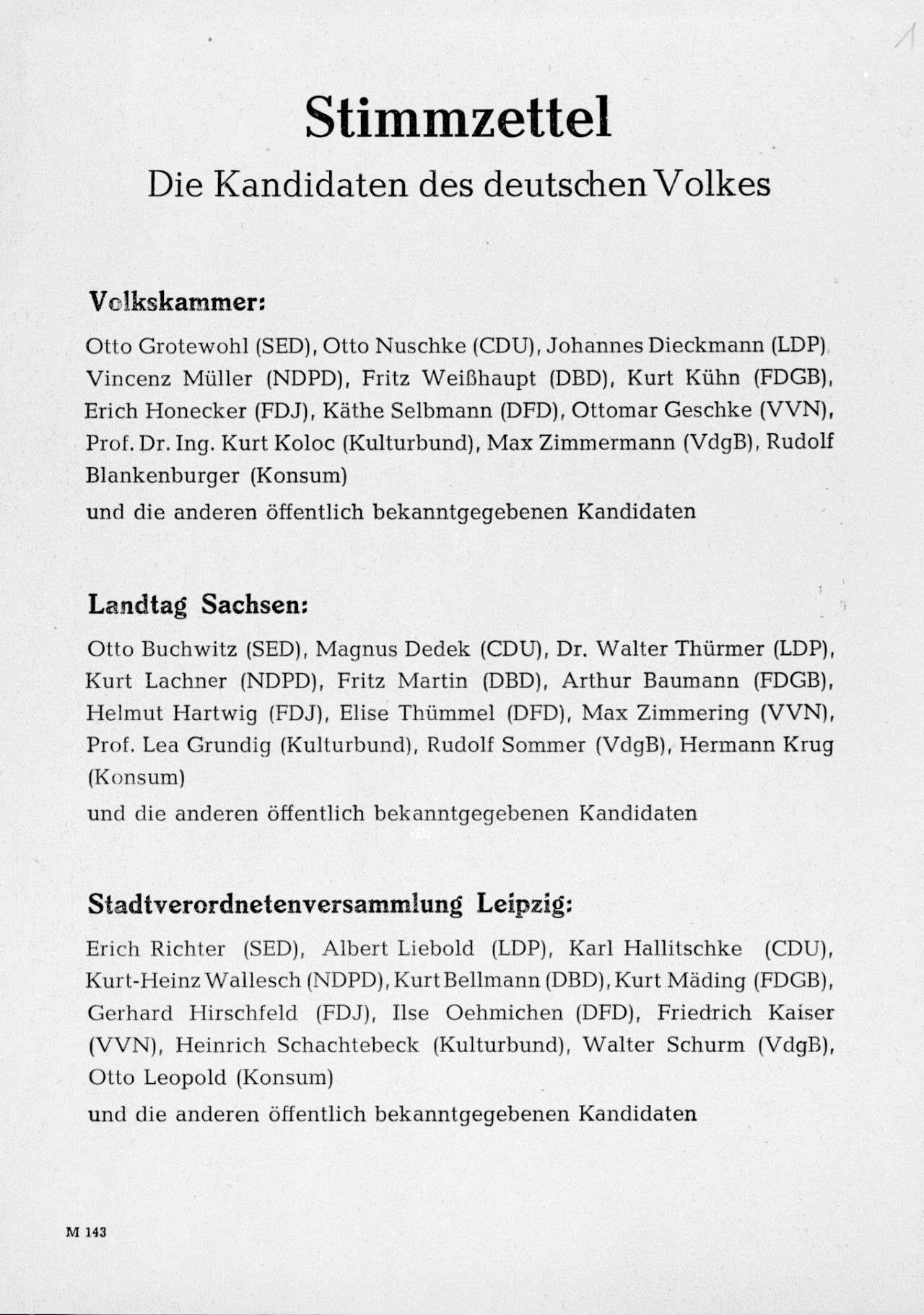
Stimmzettel (Einheitsliste) für die Wahlen zur Volkskammer, zum Sächsischen Landtag und zur Stadtverordnetenversammlung Leipzig am 15. Oktober 1950

Als Einheitsliste in der DDR wurden die auf dem Stimmzettel für die Wahlen zu den Volksvertretungen der DDR (Volkskammer, Land- bzw. Bezirkstage, Kreistage und  Gemeindevertretungen) aufgeführten Kandidaten (Wahlliste) bezeichnet.

## Aufstellung
Die Listen wurden nach dem einer sozialistischen Demokratie entsprechenden Proporzsystem auf Vorschlag des Demokratischen Blocks von der Wahlkommission der Nationalen Front aufgestellt. Sie enthielt die wählbaren Kandidaten, die den im Demokratischen Block vereinigten Blockparteien und Massenorganisationen angehörten. Zur Einreichung von Wahlvorschlägen waren nach der DDR-Verfassung von 1949 und den späteren Wahlgesetzen alle „Vereinigungen, die die demokratische Gestaltung des öffentlichen Lebens auf der Grundlage dieser Verfassung satzungsgemäß erstreben und deren Organe durch ihre Mitglieder bestimmt werden“ berechtigt (Art. 13 DDR-Verfassung 1949). Dazu zählten nach einer Erläuterung Otto Grotewohls „nicht nur die politischen Parteien, sondern auch die großen Massenorganisationen, wie etwa Gewerkschaften, Frauen- und Jugendverbände“. Die zur Einreichung von Wahlvorschlägen berechtigten Vereinigungen hatten „das Recht, gemeinsame Wahlvorschläge einzubringen.“ Zur Einreichung gemeinsamer Wahlvorschläge wurde im Jahr 1949 der „Demokratische Block der Parteien und Massenorganisationen“ gegründet.

## Wahlhandlung
Die Wahlhandlung bestand darin, die Liste in die Wahlurne einzuwerfen, ohne dass eine Auswahl unter den aufgeführten Bewerbern oder verschiedenen Parteien durch Ankreuzen oder auf andere Weise vorgesehen oder erforderlich war.
Die Wahlberechtigten hatten zwar nach den Wahlgesetzen der DDR das Recht, auf dem Stimmzettel durch Streichung von Personen Veränderungen vorzunehmen. Dies sollte jedoch nach einer geheimen Anweisung des Politbüros der SED bei der Auszählung nur dann als Stimme gegen den Wahlvorschlag gewertet werden, wenn jeder Kandidat einzeln oder alle Kandidaten durch ein Kreuz quer über den gesamten Stimmzettel gestrichen worden waren.
Der auf Beschlüssen der SED beruhende „Wahlaufruf“ der Nationalen Front war jeweils das gemeinsame Wahlprogramm der Kandidaten. Einen Wahlkampf gab es nicht.

## Wahlergebnis und Bedeutung der Einheitsliste
Die Einheitsliste erhielt zusammen mit den der SED angehörenden Vertretern der Massenorganisationen stets über 99 % der Stimmen bei einer Wahlbeteiligung von rund 98 %. Die SED stellte formal in der Volkskammer nur ein Viertel der Abgeordneten, während auf die übrigen vier Parteien zusammen knapp die Hälfte der Sitze entfielen. Da aber unter den Abgeordneten der Massenorganisationen viele auch Mitglied der SED waren, konnten die anderen Parteien keine Mehrheiten organisieren. Die seit 1950 herrschenden Machtverhältnisse konnten durch diesen Abstimmungsmodus nicht mehr verändert werden.
Die ideologische Vorstellung von einer Identität der Interessen der Bevölkerung und der Regierung machte es zwingend notwendig, dass nicht etwa die Bevölkerung souverän darüber entschied, welche von verschiedenen, miteinander konkurrierenden politischen Kräften für die Dauer einer Legislaturperiode die Regierungsmacht ausüben sollte. Diese Entscheidung war nach der marxistisch-leninistischen Partei- und Staatslehre zugunsten der SED und ihres Führungsanspruchs als der Partei der Arbeiterklasse und der mit ihr verbündeten Klassen und Schichten ein für allemal gefallen. Die Funktion von Wahlen bestand vielmehr in „der plebiszitären Bestätigung der Machthabenden, der Demonstration der ideologisch-politischen Einheit der Bevölkerung und der Mobilisierung der Massen für die jeweils aktuellen politischen Zielsetzungen der SED-Führung.“ Das als Wahlhandlung vorgesehene Einwerfen der Einheitsliste („falten gehen“) gewährleistete, dass das Wahlvolk dem Kurs der Regierung jeweils vollständig zustimmte.
Freie Wahlen mit wechselnden Mehrheiten waren deshalb im politischen System der DDR nicht vorgesehen.